# Константін Ісопеску-Грекул
Константін Ісопеску-Грекул (рум. Constantin Isopesku-Grecul); 1871, м. Чернівці, Австро-Угорська імперія — 29 березня 1938, м. Чернівці, Румунія) — науковець (юрист), педагог, літератор, громадський і політичний діяч, ректор Чернівецького університету в 1930-1933 навчальному році

## Біографія
Народився в родині директора середньої школи м. Чернівців і посла парламенту Дімітрія Ісопеску і Аглаї Грекул.
Закінчив з блискучими результатами чернівецький ліцей.
Вищу освіту здобув на юридичному факультеті Чернівецького університету.
Спеціалізувався з кримінально-процесуального права. Після короткої адвокатської практики  призначений радником трибуналу.
У 1897 році здобув докторський ступінь у Чернівцях.
Поглиблив свої знання у Відні, Ляйпцігу, Берліні та Гайдельберзі.
Повернувшись на батьківщину у 1906 році, склав професійний іспит на приват-доцента і став викладачем Чернівецького університету.
Він був першим румуном серед викладачів юридичного факультету. Через три роки отримав звання професора (1909). Протягом багатьох років на юридичному факультеті читав цивільне та кримінальне право, кримінальний процес.
У 1907 році Ісопеску-Грекула обрали депутатом сейму Буковини.
Він почав відігравати провідну роль в культурно-національному русі буковинських румунів. Очолив Румунський клуб у ландтазі.
Також був президентом національного румунського консиліуму у Відні у 1916-1919 роках.
Після входження, по закінченню Першої світової війни, Буковини до складу Румунії і налагодження наприкінці 1919 року дипломатичних відносин Румунії з Австрією, румунський уряд іменував К. Ісопеску-Грекула королівським комісаром та призначив амбасадором (послом) у Відні.
У 1924 році повернувся на Буковину та продовжив займатися викладанням у Чернівецькому університеті.
У 1923-1924 навчальному році входив до складу університетської комісії з питань навчальних дисциплін.
У 1928 році був обраний депутатом Чернівецької міської ради.
Обраний у 1930 році ректором Чернівецького університету строком на три роки. Отримав у 1933 році почесне звання «doctor honoris causa» за значні заслуги та вагомий внесок у науку.
1933 року..- отримав сенаторський мандат.
1934 рокук обіймав посаду заступника декана правничого факультету.
До кінця свого життя К.Ісопеску-Грекул викладав і провадив політичну та громадсько-просвітницьку роботу (зокрема, був директором чернівецького періодичного румуномовного видання «Unirea nationala» («Національна єдність»)).
Помер раптово 29 березня 1938 р,.

## Наукова і літературна діяльність
К.Ісопеску-Грекул як науковець займався проблемами уніфікації законодавства Румунії.
Його праці публікувались німецькою та румунською мовами у наукових журналах Відня, Чернівців та інших міст.
Окрім статей, К. Ісопеску опублікував монографію: «Теорія вартості індивідуального потенціалу та її включення до доктрини політичної економії. Економічно-правові студії»
У бібліотеці Чернівецького національного університету ім. Ю. Федьковича збереглися лише дві його праці:
- «Statul civilizat şi dreptul naţional» (Cernăuţi, 1923), («Цивілізована держава й національне право», Чернівці, 1923) та
- «Panevropa şi unificarea dreptului», Craiova, 1930 («Панєвро-па та уніфікація законодавства», Крайова, 1930) [6].

Окрім науково-педагогічної, займався і літературною роботою. Як поет, писав під псевдонімом Константін Верді.

## Нагороди
- Командорський хрест ордена Франца Йосифа (1912)[3]

та румунські державні ордени:
- Орден «Фердінанда»;
- Орден «Румунської Корони»;
- Орден «Орла Румунії»;
- Великий хрест «Румунської Корони».